# Maximum Abduction
Maximum Abduction — мини-альбом шведской группы Hypocrisy 1996 года выпущенный ограниченным тиражом в формате Shaped CD. Компакт-диск в форме куриной тушки, содержал 3 композиции трио и одну кавер-версию группы Kiss — «Strange Ways» из альбома 1974 года Hotter Than Hell. Две первые песни миньона были включены в издававшийся одновременно лонгплей Abducted, а «Request Denied» впоследствии вошёл в трек-лист альбома The Final Chapter.

## Список композиций
| №                   | Название            | Автор(ы)                        | Длительность |
| ------------------- | ------------------- | ------------------------------- | ------------ |
| 1.                  | «Roswell 47»        | Петер Тэгтгрен, Микаэль Хэдлунд | 3:49         |
| 2.                  | «Carved Up»         | Тэгтгрен                        | 3:20         |
| 3.                  | «Request Denied»    | Тэгтгрен                        | 4:41         |
| 4.                  | «Strange Ways»      | Эйс Фрейли                      | 3:24         |
| Общая длительность: | Общая длительность: | Общая длительность:             | 15:14        |

## Участники записи
- Петер Тэгтгрен − вокал, гитара, клавишные
- Микаэль Хэдлунд − бас
- Ларс Соке − ударные